# 畑山隆則
畑山 隆則（はたけやま たかのり、1975年7月28日 - ）は、日本の元プロボクサー、YouTuber。青森県青森市出身。青森山田高等学校通信制卒業、青森大学経営学部中退。第28代OPBF東洋太平洋スーパーフェザー級王者。第34代日本スーパーフェザー級王者。元WBA世界スーパーフェザー級王者。元WBA世界ライト級王者。世界2階級制覇王者。
現在は竹原慎二&畑山隆則のボクサ・フィットネス・ジムマネージャー、評論家、そして太田プロダクション所属のタレント、実業家、YouTuber。

## 来歴

### プロデビュー前
中学時代は野球部に所属、エースで1番として活躍し、将来はプロ野球選手になることを熱望していた。投手としてスポーツ推薦で青森山田高校に入学したが、先輩部員と対立し1ヶ月で退部。かねてより、同郷の元WBA世界フライ級王者レパード玉熊（国際）の世界戦を見ていたこともありプロボクサーも志望する。高校を中退(引退後に再入学し卒業した。)し単身で上京し、初めにヨネクラジムへ入門するが、大人数の選手や練習生を抱える環境に馴染めず、程なくして京浜川崎ボクシングジムに移籍する。同ジムにて韓国出身の柳和龍トレーナーと出会い、二人三脚でプロボクサー人生を送っていくこととなる。

### プロデビュー後
1993年6月17日、東京にて福村和宏（京葉）を相手にプロデビュー戦を行い、初回KO勝ち。以後、4戦4勝（2KO）。
1993年12月18日、東京にて坂本和則（角海老宝石）と対戦し、初回KO勝ちを収めて東日本スーパーフェザー級新人王となる。
1994年2月13日、大阪府立体育会館にて小谷繁（グリーンツダ）と対戦し、3回KO勝ちを収めて全日本スーパーフェザー級新人王となり、試合後にはMVPを獲得。以後、8戦8勝（8KO）
1995年、前年まで元WBA世界スーパーフライ級王者鬼塚勝也（協栄）のマネージャーを務めていたタレント片岡鶴太郎をマネージャーに迎え入れる。
1996年3月18日、東京にて崔重七（韓国）とOPBF東洋太平洋スーパーフェザー級王座決定戦を行い、2回KO勝ちを収めて王座の獲得に成功した。
1996年6月19日、神奈川県横浜市にてルディ・カビレス（フィリピン）を迎えて初防衛戦を行い、判定勝ちを収めて初防衛に成功した。
1996年9月21日、神奈川県川崎市にてオッキー・バクリン（インドネシア）と対戦、9回KO勝ちを収めて2度目の防衛。その後、同年11月に所属する京浜川崎ボクシングジムの会長が不祥事で逮捕されたことにより、柳和龍トレーナーとともに横浜光ボクシングジムへ移籍する。
1997年2月17日、後楽園ホールにて尹東澈（韓国）と対戦、4回TKO勝ちを収めて3度目の防衛。試合後に世界挑戦準備のため王座を返上した。
1997年10月5日、世界初挑戦。両国国技館でWBA世界スーパーフェザー級王者崔龍洙（韓国）に挑むも、1-1（116-114、114-116、114-114）のドローで王座獲得に失敗。
1998年3月29日、日本スーパーフェザー級王者コウジ有沢（草加有沢）に挑戦。9回TKO勝ちを収めて王座の獲得に成功した（この王座は初防衛戦を行うことなく返上）。
1998年9月5日、前年10月の対戦で引き分けた崔に再び挑戦。2-0（2者が116-113、114-114）の判定勝ちを収め、王座獲得に成功した。
1999年2月13日、有明コロシアムにてサウル・デュラン（メキシコ）を迎えて初防衛戦。2回にダウンを奪われるも、挑戦者が2度の減点を取られたこともあり、1-1（114-111、113-116、113-113）のドローで辛くも初防衛に成功。
1999年6月27日、有明コロシアムにて同級1位の指名挑戦者ラクバ・シン（モンゴル）を迎えて2度目の防衛戦を行うも、5回TKO負けを喫し王座から陥落するとともにプロ初黒星を喫した。試合後の同年7月に現役引退を表明し、その後は鶴太郎マネージャーの紹介で芸能界入りし、テレビでのタレント活動を開始。
2000年、引退を撤回しメキシコ系アメリカ人でもあるルディ・エルナンデス（元世界スーパーフェザー級王者・ヘナロ・エルナンデスの実兄）を新トレーナーに迎え入れ、プロボクサーとして復帰することを発表する。
2000年6月11日、復帰初戦でいきなりの世界挑戦。有明コロシアムにてWBA世界ライト級王者ヒルベルト・セラノ（ベネズエラ）に挑む。約1年のブランクを感じさせない軽快な動きで王者を翻弄。5度のダウンを奪った末の8回KO勝ちを収めて王座の獲得に成功し、2階級制覇を達成した。
2000年10月11日、横浜アリーナにて元OPBF東洋太平洋ライト級王者で3度の世界挑戦経験を有する坂本博之（角海老宝石）を迎えての初防衛戦を行い、10回TKO勝ち。防衛に成功した。
2001年2月17日、両国国技館にて全階級を通じての日本王座最多防衛回数となる22度の防衛を果たした元日本ライト級王者リック吉村（石川）を迎えて2度目の防衛戦。挑戦者が減点を取られたこともあり、1-1（116-111、112-115、114-114）のドローで規定により2度目の防衛に成功。
2001年7月1日、さいたまスーパーアリーナにて同級1位の指名挑戦者で元WBA世界ライト級王者ジュリアン・ロルシー（フランス）を迎えて3度目の防衛戦。挑戦者を再三ロープに押し込みながらも、的確なパンチを受け続けてしまい、結局0-3（110-118、111-117、112-117）の判定負け。王座から陥落した。この試合を最後に2002年1月、正式に引退した。

### 引退後
引退後の2002年7月、元WBA世界ミドル級王者・竹原慎二と共同で竹原慎二&畑山隆則のボクサ・フィットネス・ジムを東京都新宿区に開設（2012年、大田区に移転）。当初はアマチュア専用のジムとして運営していたが、2008年に東日本ボクシング協会（日本プロボクシング協会の下部組織）への加盟が承認されたのを機にプロ選手も受け入れるようになり、同い年でもある藤岡奈穂子をジム初の世界王者（WBC女子ミニフライ級、WBA女子スーパーフライ級）に育て上げている。

## 戦績
- プロボクシング:29戦24勝(19KO)2敗3分

| 戦           | 日付           | 勝敗 | 時間     | 内容    | 対戦相手                 | 国籍           | 備考                                                                |
| ------------ | -------------- | ---- | -------- | ------- | ------------------------ | -------------- | ------------------------------------------------------------------- |
| 1            | 1993年6月17日  | ☆    | 1R       | KO      | 福村和宏（京葉）         | 日本           | プロデビュー戦/1993年東日本スーパーフェザー級新人王トーナメント予選 |
| 2            | 1993年8月4日   | ☆    | 1R       | KO      | 川田斉志（国際）         | 日本           | 〃                                                                  |
| 3            | 1993年9月2日   | ☆    | 4R       | TKO     | 坂寄友昭（宇都宮）       | 日本           | 〃                                                                  |
| 4            | 1993年10月4日  | ☆    | 4R       | 判定    | 上田真也（ヨネクラ）     | 日本           | 〃                                                                  |
| 5            | 1993年11月4日  | ☆    | 4R       | 判定    | 市川健二（ワタナベ）     | 日本           | 〃                                                                  |
| 6            | 1993年12月19日 | ☆    | 1R 3:00  | KO      | 坂本和則（角海老宝石）   | 日本           | 1993年東日本スーパーフェザー級新人王トーナメント決勝戦              |
| 7            | 1994年2月13日  | ☆    | 3R       | KO      | 小谷繁（グリーンツダ）   | 日本           | 1993年全日本スーパーフェザー級新人王決定戦/MVP                      |
| 8            | 1994年6月20日  | ☆    | 3R       | KO      | 楊熙哲                   | 韓国           |                                                                     |
| 9            | 1994年9月19日  | ☆    | 4R       | TKO     | 堀口昌彰（ピストン堀口） | 日本           |                                                                     |
| 10           | 1994年11月21日 | ☆    | 3R 3:04  | KO      | 表炫雨                   | 韓国           |                                                                     |
| 11           | 1995年2月20日  | ☆    | 3R       | TKO     | 文炳洙                   | 韓国           |                                                                     |
| 12           | 1995年5月15日  | ☆    | 2R       | KO      | ジュン・マタナガス       | フィリピン     |                                                                     |
| 13           | 1995年7月17日  | ☆    | 2R 0:15  | KO      | 朴宰佑                   | 韓国           |                                                                     |
| 14           | 1995年10月16日 | ☆    | 6R       | TKO     | フラッシュ・ペナ         | フィリピン     |                                                                     |
| 15           | 1995年12月12日 | ☆    | 4R       | KO      | バート・ナバレス         | フィリピン     |                                                                     |
| 16           | 1996年3月18日  | ☆    | 2R 1:00  | TKO     | 崔重七                   | 韓国           | OPBF東洋太平洋スーパーフェザー級王座決定戦                          |
| 17           | 1996年6月19日  | ☆    | 12R      | 判定    | ルディ・カビレス         | フィリピン     | OPBF王座防衛1                                                       |
| 18           | 1996年9月21日  | ☆    | 9R 2:10  | KO      | オッキー・バクリン       | インドネシア   | OPBF王座防衛2                                                       |
| 19           | 1997年2月17日  | ☆    | 4R 0:33  | TKO     | 尹東澈                   | 韓国           | OPBF王座防衛3                                                       |
| 20           | 1997年5月19日  | ☆    | 10R      | 判定    | ホルヘ・ルイス・ロペス   | メキシコ       |                                                                     |
| 21           | 1997年10月5日  | △    | 12R      | 判定1-1 | 崔龍洙                   | 韓国           | WBA世界スーパーフェザー級タイトルマッチ                             |
| 22           | 1998年3月29日  | ☆    | 9R 1:43  | TKO     | コウジ有沢（草加有沢）   | 日本           | 日本スーパーフェザー級タイトルマッチ                                |
| 23           | 1998年9月5日   | ☆    | 12R      | 判定2-0 | 崔龍洙                   | 韓国           | WBA世界スーパーフェザー級タイトルマッチ                             |
| 24           | 1999年2月13日  | △    | 12R      | 判定1-1 | サウル・デュラン         | メキシコ       | WBA防衛1                                                            |
| 25           | 1999年6月27日  | ★    | 5R 1:46  | TKO     | ラクバ・シン             | モンゴル       | WBA王座陥落                                                         |
| 26           | 2000年6月11日  | ☆    | 8R 2:30  | TKO     | ヒルベルト・セラノ       | ベネズエラ     | WBA世界ライト級タイトルマッチ                                       |
| 27           | 2000年10月11日 | ☆    | 10R 0:18 | TKO     | 坂本博之（角海老宝石）   | 日本           | WBA防衛1                                                            |
| 28           | 2001年2月17日  | △    | 12R      | 判定1-1 | リック吉村（石川）       | アメリカ合衆国 | WBA防衛2                                                            |
| 29           | 2001年7月1日   | ★    | 12R      | 判定0-3 | ジュリアン・ロルシー     | フランス       | WBA王座陥落                                                         |
| テンプレート |                |      |          |         |                          |                |                                                                     |

## 獲得タイトル
- 東日本スーパーフェザー級新人王
- 全日本スーパーフェザー級新人王
- 第28代OPBF東洋太平洋スーパーフェザー級王座（防衛3=返上）
- 第34代日本スーパーフェザー級王座（防衛0=返上）
- WBA世界スーパーフェザー級王座（防衛1）
- WBA世界ライト級王座（防衛2）

## エピソード、引退後
- 妻はフリーアナウンサーの清原久美子で、1子をもうけている。なお、畑山は離婚歴が1度あり、前妻との間にも1子をもうけている。
- 引退後は、タレント活動を中心に、ボクシングやK-1の解説者など、様々な方面で活躍している。また、中退した青森山田高校へ通信制課程で再入学し、卒業。卒業後は同系列の青森大学へ進学したが中退した。

## 出演

### テレビドラマ
- 火曜サスペンス劇場（日本テレビ / 近代映画協会）
  - 屋形船の女シリーズ（2003年 - 2005年）- 坂下良男 役
  - 那須・四季通信（2005年8月16日）- 沢田信一 役
- 滅びのモノクローム（2004年2月20日、フジテレビ）- 辰巳つよし 役
- 水戸黄門 （TBS / C.A.L）第33部 第21話「男意気地の恩返し・村上」（2004年9月13日） - 清次 役
- 女と愛とミステリー 監察医・篠宮葉月 死体は語る（2004年12月1日、テレビ東京）- 根本修史 役
- 水曜ミステリー9 警察署長・たそがれ正治郎（2005年7月 - 2007年8月、テレビ東京）秋元純雄 役
- 実録・小野田少尉遅すぎた帰還（2005年8月13日、フジテレビ）- 原田 役
- 月曜ミステリー劇場 検察審査会（2005年11月21日、TBS）岩谷博之 役
- 乙女のパンチ（2008年、NHK総合）

### 映画
- 静かなるドン The Movie（2000年公開） - 都通激
- ROUND1（2003年公開） - 主演・トッポ（映画初主演）
- アメイジング グレイス〜儚き男たちへの詩〜（2011年8月公開、グアパ・グアポ） - 吉永渉
- 鷲と鷹（2014年公開）

### Vシネマ
- 溝鼠VS.毒蟲（2009年） - 大黒
- もう一つの柳川組木槿の花（2009年）